# Sigaloseps
Sigaloseps — рід сцинкоподібних ящірок родини сцинкових (Scincidae). Представники цього роду є ендеміками Нової Каледонії.

## Види
Рід Sigaloseps нараховує 6 видів:
- Sigaloseps balios Sadlier, Bauer, & Wood, 2014
- Sigaloseps conditus Sadlier, Bauer, & Wood, 2014
- Sigaloseps deplanchei (Bavay, 1869)
- Sigaloseps ferrugicauda Sadlier, Smith, Shea, & Bauer, 2014
- Sigaloseps pisinnus Sadlier, Shea, Whitaker, Bauer, & Wood, 2014
- Sigaloseps ruficauda Sadlier & Bauer, 1999

## Етимологія
Наукова назва роду Sigaloseps походить від сполучення слів дав.-гр. σιγαλοεις — блискучий і σηπς — ящірка.